# Aeroportul Gondar
Aeroportul Gondar (IATA: GDQ, ICAO: HAGN) este un aeroport din Statul Amhara, Etiopia ce deservește zona Gondar. A fost numit după zona deservită.
Situat la o altitudine de 1.994 m, aeroportul dispune de o singură pistă.